# Port lotniczy Hanower
Port lotniczy Hanower – lotnisko położone na wysokości 58 m, 11 km na północ od centrum Hanoweru. Jest jednym z ważniejszych portów lotniczych Niemiec. W 2024 roku obsłużyło 5 223 745 pasażerów.

## Kierunki lotów i linie lotnicze
Ostatnia aktualizacja: 26 marca 2025 r.
| Linia lotnicza                | Kierunek |
| ----------------------------- | --- |
| Aegean Airlines               | Sezonowo: 1. Ateny 2. Saloniki |
| Air Cairo                     | 1. Hurghada Sezonowo: 1. Marsa Alam |
| Air France                    | 1. Paryż-Charles de Gaulle |
| Air Serbia                    | 1. Belgrad |
| AnadoluJet                    | 1. Stambuł-Sabiha Gökçen Sezonowo: 1. Antalya |
| Austrian Airlines             | 1. Wiedeń |
| British Airways               | 1. Londyn-Heathrow |
| Corendon Airlines             | 1. Antalya 2. Fuerteventura 3. Gran Canaria 4. Hurghada 5. Teneryfa-Południe Sezonowo: 1. Adana 2. Ankara 3. Diyarbakır 4. Heraklion 5. Izmir 6. Kayseri 7. Korfu 8. Kos 9. Lanzarote 10. Marsa Alam 11. Palma de Mallorca 12. Rodos 13. Samsun                                                                                             |
| Eurowings                     | 1. Palma de Mallorca 2. / Prisztina Sezonowo: 1. Bastia 2. Bejrut 3. Bergamo 4. Dubaj-Al Maktoum 5. Faro 6. Gran Canaria 7. Hurghada 8. Irbil 9. Lamezia Terme 10. Lizbona 11. Malaga 12. Olbia 13. Pula 14. Rzym-Fiumicino 15. Saloniki 16. Sztokholm-Arlanda 17. Teneryfa-Południe                                                        |
| FlyErbil                      | 1. Irbil |
| Freebird Airlines             | 1. Antalya |
| KLM                           | 1. Amsterdam |
| Lufthansa                     | 1. Frankfurt 2. Monachium |
| Mavi Gök Airlines             | Sezonowo: 1. Antalya |
| Nouvelair                     | 1. Dżerba 2. Monastyr |
| Pegasus Airlines              | 1. Stambuł-Sabiha Gökçen Sezonowo: 1. Antalya 2. Bodrum |
| SAS                           | 1. Kopenhaga |
| Sky Alps                      | Sezonowo: 1. Bolzano 2. Klagenfurt |
| SunExpress                    | 1. Adana 2. Ankara 3. Antalya 4. Diyarbakır 5. Izmir 6. Kayseri Sezonowo: 1. Bodrum 2. Gaziantep |
| Swiss International Air Lines | 1. Zurych |
| Tailwind Airlines             | 1. Antalya |
| TUI fly Deutschland           | 1. Amílcar Cabral 2. Boa Vista 3. Fuerteventura 4. Gran Canaria 5. Hurghada 6. Lanzarote 7. Madera 8. Palma de Mallorca 9. Teneryfa-Południe Sezonowo: 1. Antalya 2. Arvidsjaur 3. Burgas 4. Korfu 5. Dalaman 6. Enfidha 7. Faro 8. Heraklion 9. Ibiza 10. Jerez 11. Kittilä 12. Kos 13. Larnaka 14. Menorka 15. Patras 16. Rodos 17. Warna |
| Turkish Airlines              | 1. Stambuł |
| Vueling Airlines              | 1. Barcelona |

### Cargo
| Linia lotnicza | Kierunek                                                                       |
| -------------- | ------------------------------------------------------------------------------ |
| Amazon Air     | 1. Barcelona 2. Madryt-Barajas 3. Mediolan-Malpensa 4. Paryż-Charles de Gaulle |
| FedEx Express  | 1. Billund 2. Liège 3. Oslo-Gardermoen 4. Paryż-Charles de Gaulle              |